# Намсскуган
Намсскуган (норв. Namsskogan) — коммуна в губернии Нур-Трёнделаг в Норвегии. Административный центр коммуны — город Намсскуган. Официальный язык коммуны — нейтральный. Население коммуны на 2007 год составляло 916 чел. Площадь — 1416,81 км², код-идентификатор — 1740.

## История населения коммуны
Население коммуны за последние 60 лет.

Статистика коммуны Намсскуган